# Bogotá FC
Corporación Deportiva Bogotá Fútbol Club, znany na ogół jako Bogotá FC, jest kolumbijskim klubem piłkarskim z siedzibą w mieście Bogotá. Klub założony w roku 2002 gra obecnie w drugiej lidze kolumbijskiej Primera B Colombiana. Mecze u siebie rozgrywa na oddanym do użytku w 2002 roku stadionie Estadio Luis Carlos Galán Sarmiento położonym w mieście Soacha należącym do zespołu miejskiego Bogoty.